# Нильссон, Александер (футболист, 1997)
Александер Нильссон (швед. Alexander Nilsson; род. 22 августа 1997) — шведский футболист, вратарь клуба «Хельсингборг».

## Клубная карьера
Является воспитанником клуба «Хеслехольм», в котором занимался с трёхлетнего возраста. Прошёл путь от детской команды до основной. 14 сентября 2014 года дебютировал за основной состав клуба в матче третьего дивизиона против «Векшё», в котором пропустил один мяч. В следующем сезоне стал основным вратарём команды, проведя в общей сложности 22 матча. Летом 2017 года ездил на просмотр в «Хельсингборг», где получил высокую оценку. 29 июля 2019 года на правах аренды до конца сезона присоединился к «Хельсингборгу». В этот же день попал в официальную заявку на матч Алльсвенскана против «Эребру», но на поле не появился. Впервые появился на поле 22 августа в кубковом поединке с «Оскарсхамном».
В октябре 2019 года «Хельсингборг» активировал пункт в арендном соглашении и воспользовался правом выкупа, подписав с Нильссоном контракт на три года. 6 июля 2020 года голкипер дебютировал в чемпионате Швеции, появившись в стартовом составе в гостевой встрече с «Юргорденом».

## Клубная статистика
| Выступление      | Выступление      | Выступление      | Лига | Лига | Кубки | Кубки | Конт. кубки | Конт. кубки | Итого | Итого |
| Клуб             | Лига             | Сезон            | Игры | Голы | Игры  | Голы  | Игры        | Голы        | Игры  | Голы  |
| ---------------- | ---------------- | ---------------- | ---- | ---- | ----- | ----- | ----------- | ----------- | ----- | ----- |
| Хеслехольм       | Дивизион 3       | 2014             | 1    | -1   | 0     | 0     | 0           | 0           | 1     | -1    |
| Хеслехольм       | Дивизион 2       | 2015             | 22   | -44  | 0     | 0     | 0           | 0           | 22    | -44   |
| Хеслехольм       | Дивизион 2       | 2016             | 1    | -2   | 0     | 0     | 0           | 0           | 1     | -2    |
| Хеслехольм       | Дивизион 2       | 2017             | 10   | -20  | 0     | 0     | 0           | 0           | 10    | -20   |
| Хеслехольм       | Дивизион 2       | 2018             | 13   | -17  | 0     | 0     | 0           | 0           | 13    | -17   |
| Хеслехольм       | Дивизион 2       | 2019             | 18   | -23  | 0     | 0     | 0           | 0           | 18    | -23   |
| Хеслехольм       | Итого            | Итого            | 65   | -107 | 0     | 0     | 0           | 0           | 65    | -107  |
| Хельсингборг     | Алльсвенскан     | 2019             | 0    | 0    | 1     | -2    | 0           | 0           | 1     | -2    |
| Хельсингборг     | Алльсвенскан     | 2020             | 15   | -26  | 0     | 0     | 0           | 0           | 15    | -26   |
| Хельсингборг     | Суперэттан       | 2021             | 0    | 0    | 1     | -1    | 0           | 0           | 1     | -1    |
| Хельсингборг     | Итого            | Итого            | 15   | -26  | 2     | -3    | 0           | 0           | 17    | -29   |
| Всего за карьеру | Всего за карьеру | Всего за карьеру | 80   | -133 | 2     | -3    | 0           | 0           | 82    | -136  |